# Стів Префонтейн
Не плутати з канадцем Стефаном Префонтеном, який запалював вогонь літніх Олімпійських ігор 1976 року
Стів Роланд Префонтейн (англ. Steve Roland Prefontaine; (25 січня 1951 , Куз-Бей, Орегон  — 30 травня 1975 , Юджин, Орегон ) — американський бігун на середні та довгі дистанції. Разом із друзями Френком Шортером та Біллом Роджерсом цілеспрямовано привертали увагу громадськості до проблем бігу, здійснивши внесок у розвиток бігового буму в США у 1970-х роках. Встановив сім американських рекордів на дистанціях від 2000 до 10 000 метрів. Загинув у 24-річному віці внаслідок автомобільної аварії.

## Середня школа Маршфілд (1966—1970)
Народився і виріс у Кус Бей, штат Орегон у США в родині Реймонд та Ельфріда Префонтейна. Батько був франко-канадцем, а мати — німкенею. Префонтейн був знаменитий своїми вусами і довгим волоссям, яке майоріло на бігу. На першому курсі він прославився під час бігу по пересіченій місцевості. За допомогою тренера Волта МакКлара посів 53-е місце на забігу штату Орегон. Під час першого курсу Префонтейн установив посередні особисті рекорди — 5.01 у бігу на милю та 10.08 у бігу на дві милі. Будучи сповнений рішучості покращити результати та розробивши літній план тренувань, він прибіг шостим у забігу штату наприкінці року.
Його другий курс навчання був не вражаючим, за винятком районних забігів пересіченою місцевістю, де Префонтейн побував поруч із чемпіонами в бігу на милю. Він продовжив завзято тренуватись, і до кінця сезону вже був готовий до змагань. Він встановив результат 4.31 на милі у приміщенні, але його 4-те місце у весняних змаганнях не дозволило йому пройти кваліфікацію у його першому забігу на дві милі.
Стів Префонтейн мав успіхи у виступах за юніорів та старших розрядах. Він вигравав кожен забіг, включаючи чемпіонат штату Орегон, і встановив новий шкільний рекорд на дві милі, серед дорослих з результатом 8.41,5, побивши рекорд Ріка Райлі 8.48,3, досягнутий ним у 1966 році. Рекорд протримався 4 роки, перш ніж Крейг Вірджин побив його на півсекунди, сказавши, що це найкращий момент у його житті, тоді як Префонтейн покращив його на 6,9 секунди.

## Університет в Орегоні (1970—1973)
Префонтейн отримував сотні запрошень до спортивних університетів по всій Америці, але вирішив вступити до Орегонського університету, до тренера Білла Бауермана (який у 1964 році, разом з Філом Найтом, заснував компанію Blue Ribbon Sports, пізніше відому як Nike). Після першого курсу, під час якого він посів третє місце в національному кросі серед чоловіків, він двічі не міг пробитися до числа призерів (обидва на милю). Також він був членом студентського братства «Каппа Пі Альфа».
Префонтейн був досить агресивним бігуном, чітко усвідомлював своє лідерство та ненавидів програвати. Він сказав: «Ніхто не виграє забіг на 5000 метрів, бігаючи лише дві милі. Ніхто, крім мене» . Пізніше він заявив: «Я збираюся працювати так, щоб із мене вилітали кишки. Зрештою, я єдиний, хто може перемогти» . Префонтейн швидко став місцевою знаменитістю, люди скандували з трибун: Пре, Пре, Пре, речі з його символікою стали популярним продуктом, він став іконою легкої атлетики в США. Фанати носили футболки з написом «Легенда», а вболівальники інших команд з написом «Зупиніть Пре» на тлі дорожнього знака «Стоп». Префонтейн привернув увагу всієї країни, коли з'явився на обкладинці журналу Sports Illustrated у 19-річному віці.
Префонтейн встановив рекорд США на дистанції 5000 м на Олімпійських іграх 1972 року в Мюнхені. У фіналі Префонтейн взяв на себе лідерський темп на останній милі. Він лідирував до останніх 150 метрів, перш ніж почати боротися за перше місце з Лассе Віреном та срібним призером Мохаммедом Гаммуді. Утім, він програв і третє місце британцю Янові Стюарту на останніх 15 метрах забігу.

## Смерть

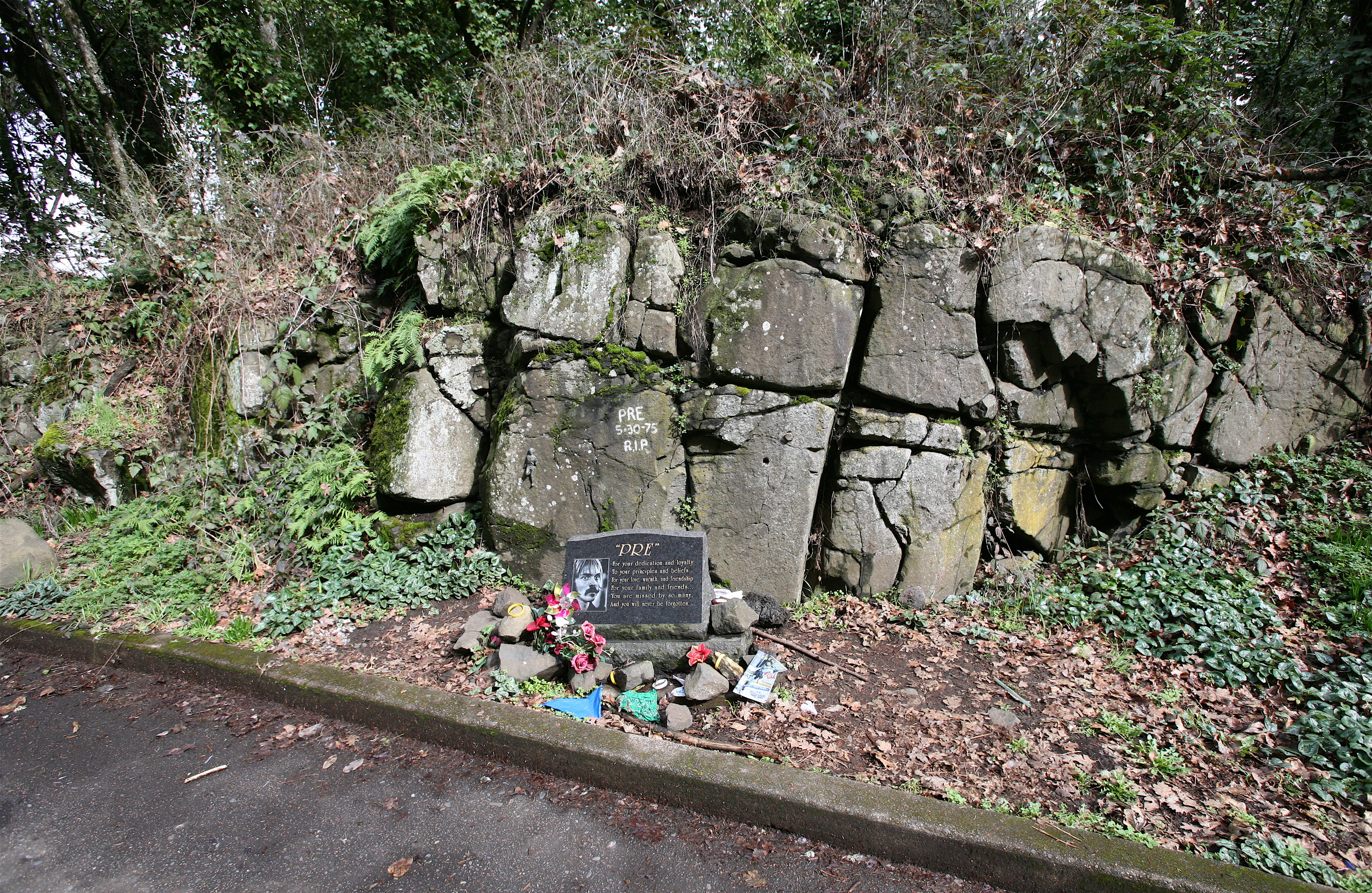
«Pre's rock», меморіал, що позначає місце смерті Стіва Префонтейна в Юджині, штат Орегон (світлина 2007 року)

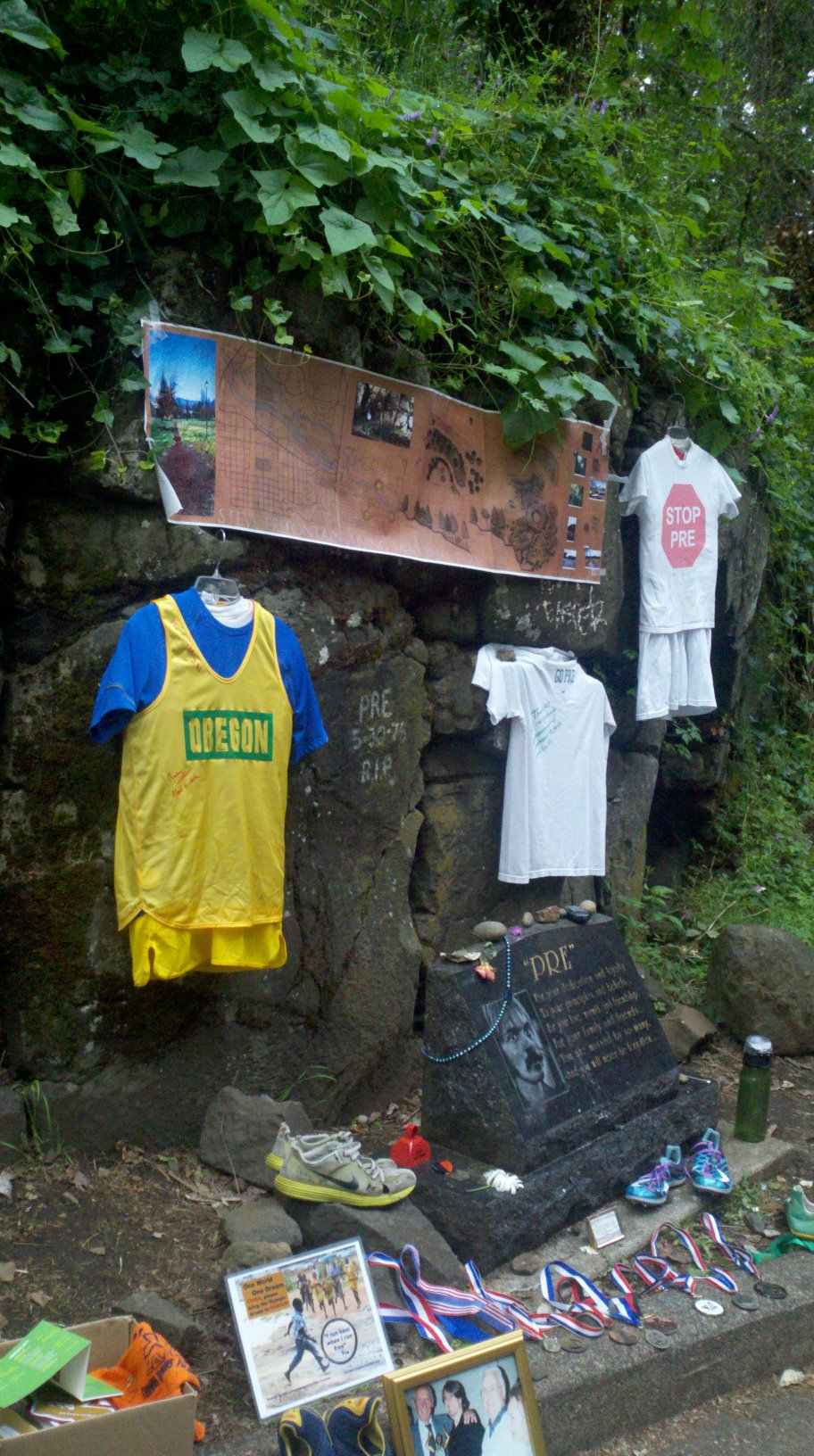
Меморіал у 2012 році

У 1975 році група мандрівних фінських спортсменів взяла участь у підготовчих зборах NCAA на Hayward Field в Юджині. Після заходу в четвер, 29 травня, який включав забіг на 5 000 метрів, в якому виграв Префонтейн, фінські та американські спортсмени відвідали вечірку вдома у колишнього бігуна Джеффа Холлістера. Невдовзі після півночі Префонтейн покинув вечірку, щоб відвезти Френка Шортера до дому Кенні Мура на Проспект Драйв, а потім спустився вузьким бульваром Скайлайн один на схід від університетського містечка поблизу Гендрікс Парку. Під час розширеного правого повороту його золотистий кабріолет MGB 1973 року перетнув центральну лінію, перескочив бордюр та вдарився об скельну стіну (44°02′36″ пн. ш. 123°03′18″ зх. д. / 44.0433° пн. ш. 123.0549° зх. д.) і перекинувся, затиснувши його під нею. Одним із перших, хто опинився на місці події, був 20-річний Карл Байлунд, який мчав з місця події на своїй машині до свого будинку, щоб забрати свого тата, лікаря. Мешканець неподалік, Білл Альварадо (1936—2006), прибув наступним на місце події (він почув, як машина Байлунда вдарилася) і повідомив, що побачив Стіва Префонтейна на спині, все ще живого, але притиснутого уламками авто. Прибувши на місце ДТП медики констатували його смерть. Повідомлялося, що поліцейські виявили у його крові 0,16 проміле алкоголю. Офіційною причиною смерті стала травматична асфіксія, і він не мав інших травм, які б сприяли цьому.
Тіло Префонтейна було поховано в його рідному місті Кус-Бей у Меморіальному парку Сансет. Через день після його похорону в Кус-Бей поминальна служба в Хейворд-Філд в Юджині зібрала тисячі людей.

## Ушанування пам'яті
- Бігова доріжка на стадіоні «Піт Сьюсік» школи Маршфілд у квітні 2001 року названа на честь Префонтейна.
- Бігуну присвячені американські документальні (Fire on the Track) та художні фільми (1997 — Prefontaine, 1998 — Without Limits).
- Щорічно в Орегоні відбуваються міжнародні змагання, названі на його честь — Prefontaine Classic .